# Большеромановка
Большерома́новка — село в Табунском районе Алтайского края. Административный центр Большеромановского сельсовета.

## История
Основано в 1909 году. В 1928 году село Больше-Романовка состояло из 155 хозяйств, основное население — украинцы. В административном отношении являлось центром Больше-Романовского сельсовета Славгородского района Славгородского округа Сибирского края.

## Население
| 1926 | 1997 | 1998 | 1999 | 2000 | 2001 | 2002 |
| ---- | ---- | ---- | ---- | ---- | ---- | ---- |
| 751  | ↗931 | ↗934 | ↗936 | ↗945 | ↘932 | ↘915 |
| 2003 | 2004 | 2005 | 2006 | 2007 | 2008 | 2009 |
| ↘868 | ↘861 | ↘853 | ↗869 | ↘867 | ↘847 | ↘842 |
| 2010 | 2011 | 2012 | 2013 |      |      |      |
| ↘733 | ↗734 | ↘689 | ↗699 |      |      |      |

### Национальный состав
Согласно результатам переписи 2002 года, в национальной структуре населения русские составляли 52 %.

## Улицы
| - ул. Горького, - ул. Животноводов, - ул. Ленина, - ул. Степная, | - пер. Гагарина, - пер. Молодёжный, - пер. Садовый. |